# Phare de Bull Point
Le phare de Bull Point est un phare situé sur le promontoire de Bull Point proche du village de Mortehoe sur la côte nord du comté de Devon en Angleterre. Il prévient des dangers de l'inhospitalité du littoral devant Mortehoe, Woolacombe (en) et Ilfracombe sur la rive anglaise du Canal de Bristol.
Ce phare est géré par la Trinity House Lighthouse Service de Londres, l'organisation de l'aide maritime des côtes de l'Angleterre.

## Histoire
Le phare original a été construit en 1879 après qu'un groupe de « clercs, armateurs, marchands et propriétaires fonciers locaux » ait fait appel à Trinity House pour sa construction. Une corne de brume a été ajoutée en 1919 et elle a été électrifiée en 1960.
En septembre 1972, le bord du promontoire sur lequel se trouvait le phare était menacé par l'érosion. Trinity House a utilisé une ancienne tourelle pendant deux ans durant la construction d'une nouvelle structure plus à l'intérieur des terres. Ce chantier a été achevé en 1974. Le phare, de 11 m de haut, a été entièrement électrifié à son achèvement. La lumière, d'une intensité de 90.000 candelas, peut être vue jusqu'à 44 km en mer. Le diaphone de brume a été éteint en 1988, l'équipement est resté à l'intérieur. Le phare a été automatisé en 1995. Le site peut être visité par un sentier public adjacent. Les anciens chalets des gardiens de phare sont maintenant loués aux touristes comme logements de vacances indépendants.
Identifiant : ARLHS : ENG-017 - Amirauté : A5600 - NGA : 6228 .
|                    |
| Phare vu de la mer |

|                   |
| L'entrée du phare |

### Lien connexe
- Liste des phares en Angleterre